# Merindad de Uribe
La merindad de Uribe fue una división administrativa del señorío de Vizcaya.

## Historia
La merindad incluía treinta y dos anteiglesias, a saber: Gorocica, Baracaldo, Abando, Deusto, Begoña, Echévarri, Galdácano, Arrigorriaga, Arrancudiaga, Lezama, Zamudio, Lujua, Sondica, Erandio, Lejona, Guecho, Berango, Sopelana, Urdúliz, Barrica, Górliz, Lauquíniz, Gatica, Lemóniz, Maruri, Basigo de Baquio, Morga, Munguía, Gámiz, Fica, Frúniz, Meñaca y Derio. Aparece descrita en el decimoquinto volumen del Diccionario geográfico-estadístico-histórico de España y sus posesiones de Ultramar de Pascual Madoz con las siguientes palabras:

URIBE: merindad de Vizcaya, y una de las mas estendidas, mas fértiles y menos montuosas del infanzonado ó tierra llana: comprende 32 anteigl. con voto, á saber: en el centro las de Begoña, Abando, Deusto, Lujua, Sondica, Zamudio, Gamiz, Derio, Lauquiniz, Urduliz, Gatica y Maruri; en la circunferencia las de Meacaur de Morga, Jica, Lezama, Galdacano, Echabarri, Arrancudiaga, Arrigorriaga, Baracaldo, Erandio, Lejona, Guecho, Berango, Sopelana, Barrica, Gorliz, Lemoniz, Basigo de Baquio, Munguia, Meñaca y Fruniz. Tambien hay en su territ. 4 v., que son: Munguia, Bilbao, Miravalles y Plencia, pero no son parte de la merindad. Su térm. confina N. el Océano Cantábrico y parte de las Encartaciones, que son su límite O.; por E. con la merindad de Busturia, y por S. con las de Arratia y Zornoza; siendo su estension de 49 leg. cuadradas. Tiene un alcalde de fuero.
(Madoz, 1849, p. 227)